# Bethlehemskapelle (Prag)

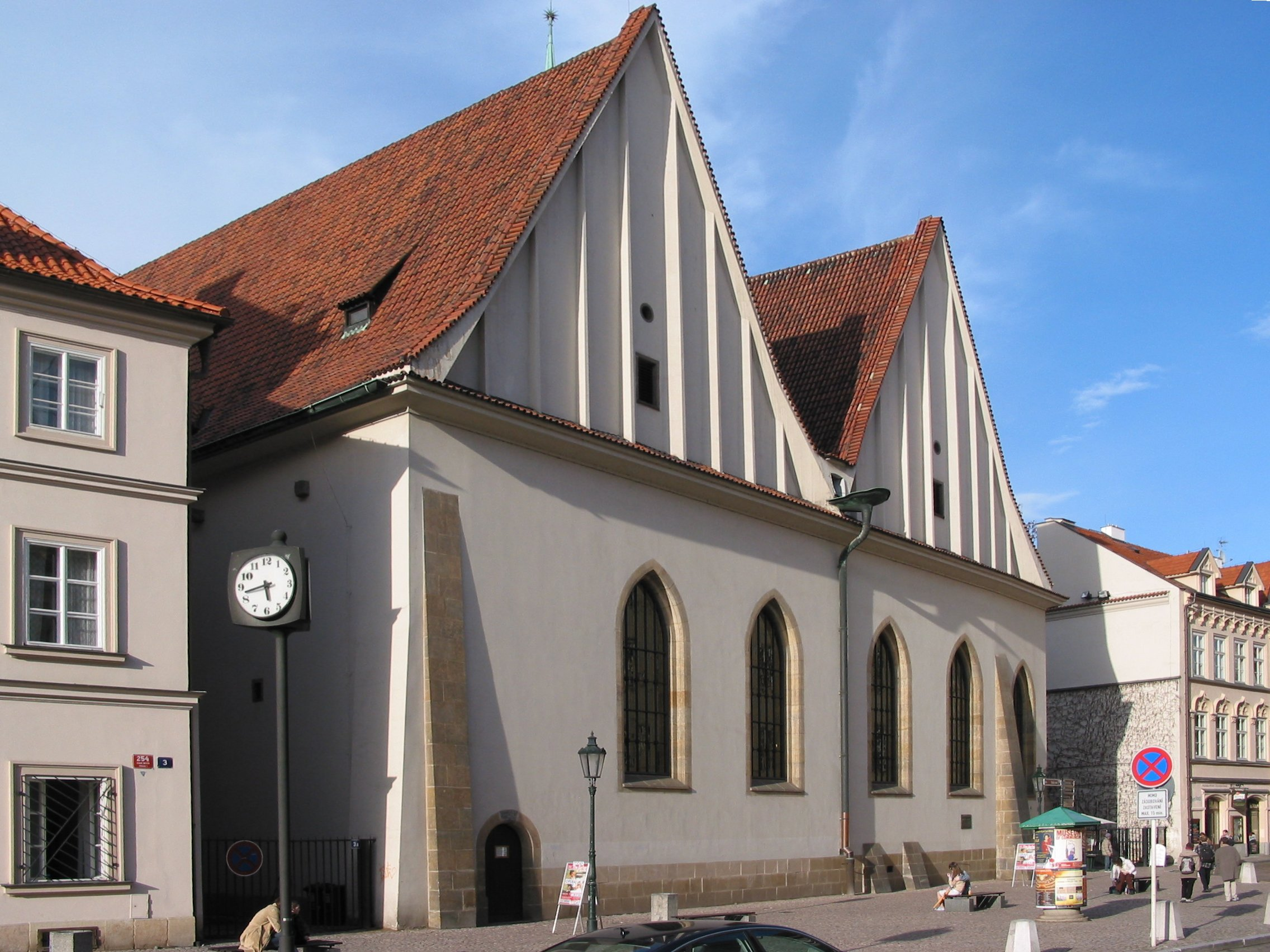
Bethlehemskapelle

Die Bethlehemskapelle (tschechisch Betlémská kaple) ist eine Kapelle in Prager Altstadt, die ihren Namen der Kombination des Jesus-Wortes Joh 6,35 : „Ich bin das Brot des Lebens“ und der Bedeutung des hebräischen Ortsnamen Bethlehem, „Haus des Brotes“, verdankt. Es ist ein wichtiges sehenswertes Bauwerk aus der Hussitenzeit.

## Architektur
Sie ist ein schlichter Hallenbau, im Straßenbild auffällig durch ihren markanten gotischen Doppelgiebel. Der große rechteckige Kirchenraum mit hohen Bogenfenstern und einer hölzernen Balkendecke wird durch zwei Satteldächer abgeschlossen. Die Architektur des Gebäudes ist Programm. Mittelpunkt des großen Saales ist nicht der Altar, sondern die Kanzel. Die Bethlehemskapelle wurde erbaut als Predigtkirche, nicht zur Feier der Messe. Es gab also auch keinen Tabernakel. Wegen dieser Spezialisierung des Gottesdienstes auf das Wort heißt sie trotz ihrer Größe Kapelle und nicht Kirche. Die Bethlehemskapelle ist damit eine interessante Vorläuferin der protestantischen Predigtkirche.
Ihre große Bedeutung erlangte die Bethlehemskapelle allerdings nicht aufgrund ihrer Architektur, sondern als Schauplatz der ersten Phase der tschechischen Reformation.

## Geschichte

### Gründung
Die Gründung der Bethlehemskapelle geht zurück auf zwei Bewohner Prags, den Krämer Jan Kříž und den Ritter Hanuš von Mühlheim (Johann von Mühlheim aus Pardubitz). In der Gründungsurkunde vom 24. Mai 1391 wurde festgelegt, dass die Predigt Kern des Gottesdienstes sein solle und der Bau errichtet werde, um auch in Prag einen Platz zu haben, wo den Menschen in der Muttersprache, also in Tschechisch gepredigt wird: „Der barmherzige Herr, der für seine Gottesfürchtigen die heilsame Speise im Samen seines Wortes hinterließ, beschloss, dass sein Wort nicht gefesselt, sondern in seiner Kirche frei verkündigt werden soll. Diese Kapelle wurde also nach Bethlehem, was ‚Haus des Brotes‘ heißt, genannt, weil hier das gemeine Volk und die Treuen Christi durch das Brot der heiligen Predigt gesättigt werden sollen.“ Die Ernennung eines Predigers für die Kapelle sollte durch die Professoren der Universität und den Bürgermeister gemeinsam erfolgen. 1394 war der Bau abgeschlossen. Erster Prediger war Magister Stephan aus Kolin.

### Protestantische Predigtkirche
1402 wurde der Magister Jan Hus zum Prediger an der Bethlehemskapelle berufen. Mit seinen mitreißenden Predigten in der Muttersprache der tschechischen Bevölkerung Prags erreichte er die Massen. Bis zu 3000 Menschen sollen seinen Predigten in der Bethlehemskapelle gefolgt sein. Hus, von der Theologie John Wyclifs beeinflusst, kritisierte die Missstände in der Kirche seiner Zeit. Am 9. März 1410 erließ Papst Alexander V. eine Bulle gegen Hus. Aber der predigte trotz Predigtverbots unter großer Zustimmung der Prager weiter an der Bethlehemskapelle. Als die Stadt Prag wenig später wegen Hus mit dem Interdikt belegt wurde, wuchs der Druck auf ihn. 1412 musste er die Stadt verlassen. Damit ist die Zeit, in der die Bethlehemskapelle eine gewisse Rolle in der (Kirchen-)Politik des gesamten christlichen Abendlandes spielte, zu Ende.
Doch auch nach der Verbrennung von Hus auf dem Konzil zu Konstanz (6. Juli 1415) blieb die Bethlehemskapelle unter seinem Nachfolger Jakobellus von Mies (1414–1429) ein Zentrum der reformatorischen Bestrebungen in Böhmen und ein Platz der hussitischen Predigt. Dass der Ruhm der Kapelle als protestantische Predigtstätte selbst nach mehr als hundert Jahren nicht verblichen war, zeigt die Tatsache, dass Thomas Müntzer bei einem Aufenthalt in Prag am 23. Juni 1521 hier predigte, allerdings nicht in Tschechisch, sondern in Latein.
Wiederum ein Jahrhundert später wird nach dem Majestätsbrief Rudolfs II. mit Bruder Cyrus, der am 4. Dezember 1609 in sein Amt eingeführt wird, zum ersten Mal ein Mitglied der Böhmischen Brüder Prediger an der Bethlehemskapelle.

### Katholische Kapelle, Teilabriss und Vorbild protestantischer Kirchen

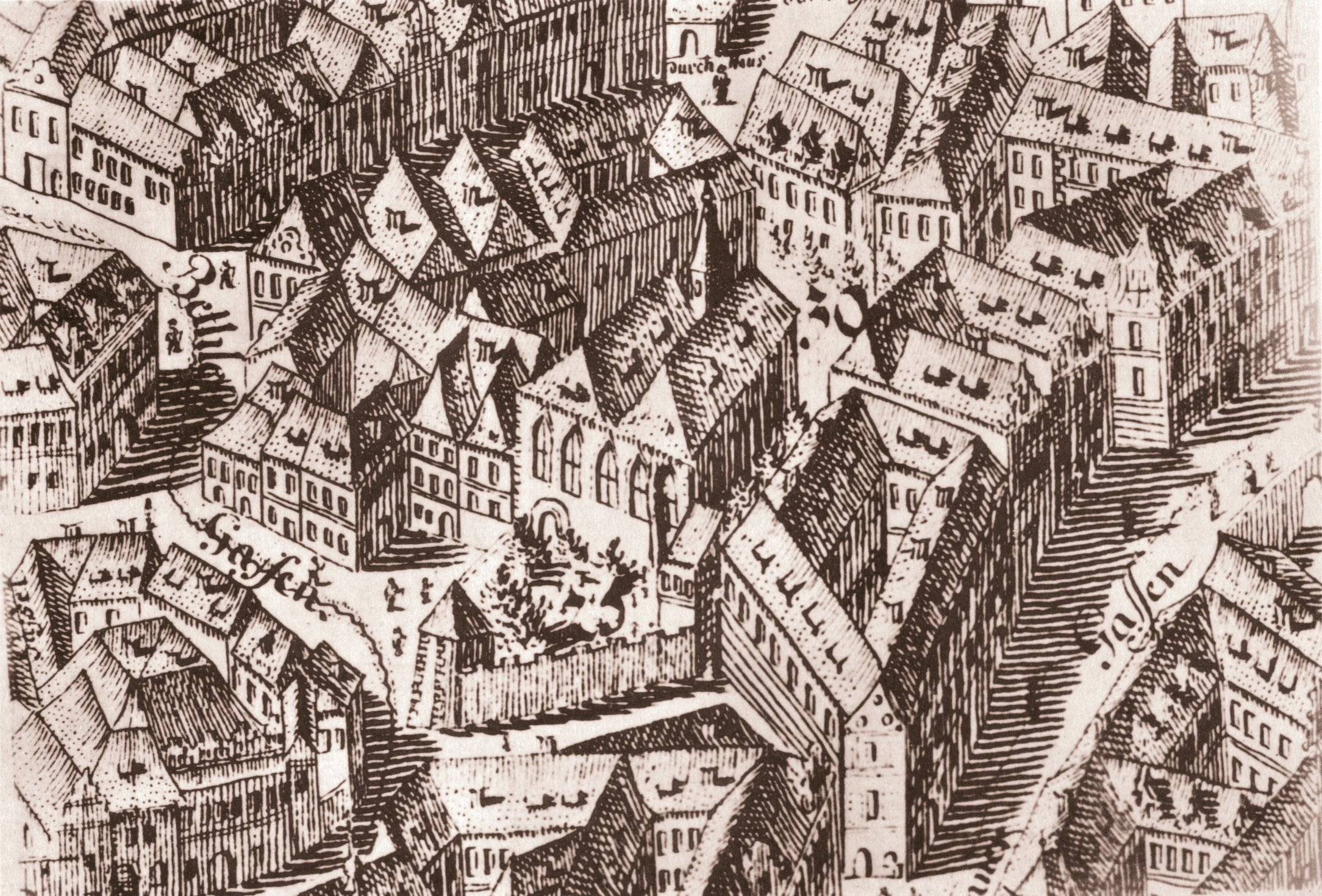
Die Bethlehemskapelle im 18. Jahrhundert

Mit der Schlacht am Weißen Berg (8. November 1620) und der darauf eintretenden Rekatholisierung in Böhmen änderte sich auch das Schicksal der Bethlehemskapelle. 1622 ging sie in Besitz des Jesuitenordens über. Von 1638 bis 1661 war die Kapelle im Besitz der Prager Universität. 1661 wurde die Bethlehemskapelle von den Jesuiten in eine katholische Kirche verwandelt.
Im Jahr 1786 wurde die Bethlehemskapelle entweiht und bald danach teilweise abgerissen. An ihrer Stelle entstand unter Verwendung bestehender Mauern ein Mietshaus. Damit schien das Schicksal dieses geschichtsträchtigen Bauwerks besiegelt.
Auch wenn es in dieser Zeit keine Bethlehemskapelle mehr in Prag gab, so gab es doch noch Bethlehemskirchen protestantischer Tschechen, so zum Beispiel in Berlin. Ganz bewusst nach dem großen Vorbild in Prag wurde die Kirche der Böhmischen Exulanten in der Berliner Friedrichstadt Bethlehemskirche genannt. Diese 1735 bis 1737 unter Leitung von Friedrich Wilhelm Diterichs erbaute Kirche befand sich an der Mauerstraße, Ecke Krausenstraße. Sie wurde im Zweiten Weltkrieg zerstört und später abgetragen. Auch die Namensänderung der Rixdorfer Dorfkirche im Berliner Stadtteil Neukölln, die seit 1912 Bethlehemskirche heißt, geht auf die Prager Bethlehemskapelle zurück.

### Wiederaufbau
Es blieb den Kommunisten nach dem Zweiten Weltkrieg vorbehalten, die Bethlehemskapelle dem Prager Stadtbild zurückzugeben. Die damalige Geschichtsschreibung knüpfte bei der Bedeutung des Bauwerkes als Platz der nationalen Identität und des Widerstandes der Volksmassen gegen die feudale Gesellschaft des Spätmittelalters an. Der kommunistische Ministerpräsident der ČSR Klement Gottwald begründete den Wiederaufbau mit den Worten: „Schon vor einem halben Jahrtausend kämpften Prager für den Kommunismus.“
Unter Berücksichtigung alter Dokumente sowie nach gründlicher archäologischer Untersuchung wurde die neue Bethlehemskapelle mit dem Haus des Predigers auf den alten Fundamenten unter der Leitung des Architekten Jaroslav Fragner in den Jahren 1950–1954 rekonstruiert, wobei die erhaltenen Mauerfragmente benutzt wurden. Im Prinzip ist die jetzige Bethlehemskapelle ein Neubau, einzig die Tür, durch welche Hus die Kanzel betrat, ist im Original erhalten.

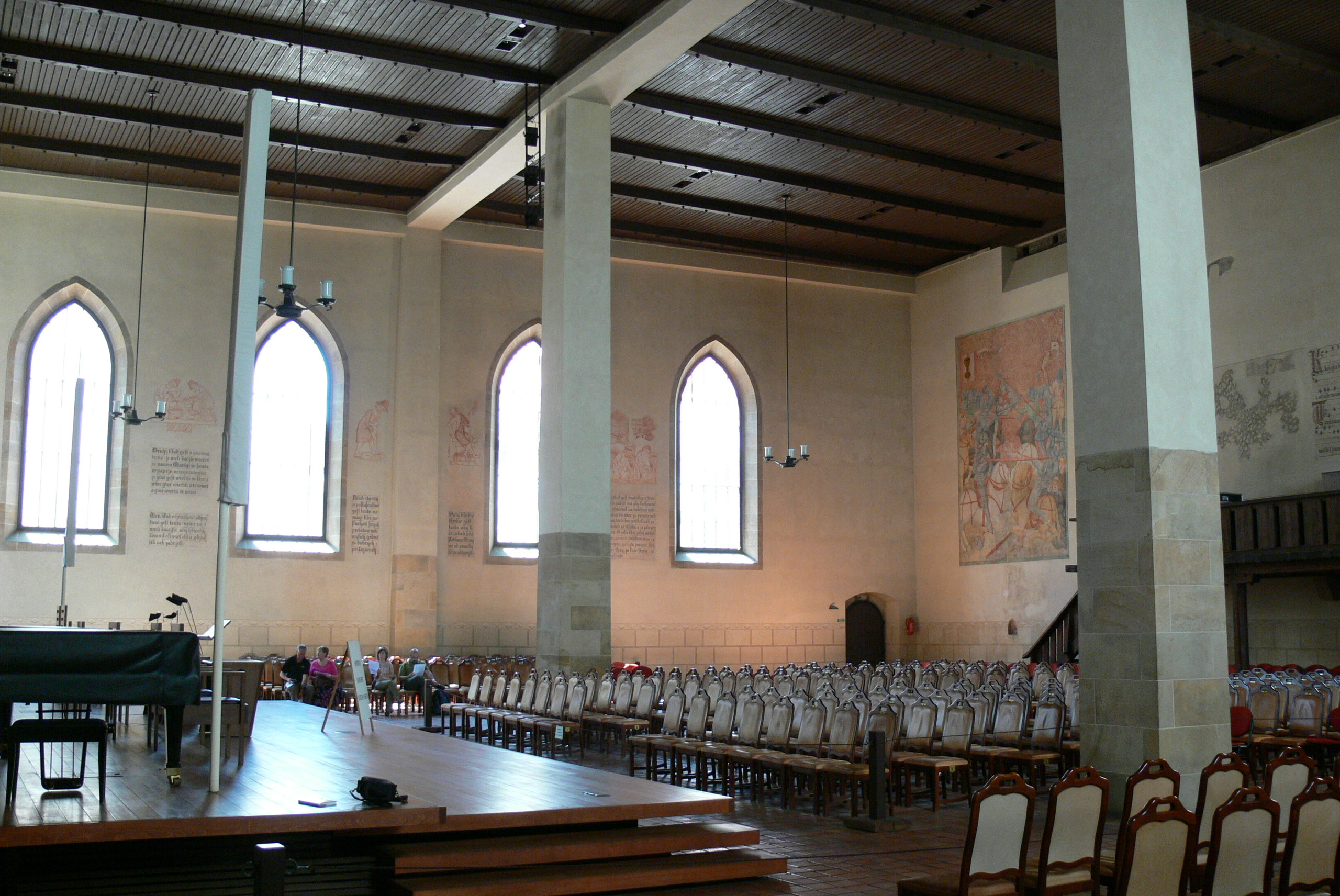
Interieur

Im Jahre 1987 übernahm die Tschechische Technische Hochschule in Prag die Kapelle. Sie ließ sie auf eigene Kosten rekonstruieren. Der Schmuck der Wände des Saales besteht aus Repliken der ursprünglichen Malereien, Texten hussitischer Lieder aus dem wertvollen Gesangbuch von Jistebnice sowie aus Wandmalereien zum Konstanzer Konzil. Die zur Bethlehemskapelle gehörige Ausstellung wurde nach der Samtenen Revolution grundlegend neu konzipiert. Am 26. März 1992 fand die feierliche Wiedereröffnung statt. Der Universitätstradition folgend ist die Bethlehemskapelle heute Festsaal der Tschechischen Technischen Hochschule.
2015 wurde der Asteroid (90892) Betlémská kaple nach der Kapelle benannt.